# Градинці
46°35′55″ пн. ш. 29°59′52″ сх. д. / 46.59861° пн. ш. 29.99778° сх. д.
Гра́динці — пункт пропуску через державний кордон України на кордоні з Молдовою (невизнана республіка Придністров'я).
Розташований в Одеській області, Біляївський район, неподалівк від села Градениці на автошляху Т 1625. Із молдавського боку розташований пункт пропуску «Незавертайлівка» у селі Незавертайловка, Слободзейський район, на автошляху R27 у напрямку Тирасполя.
Вид пункту пропуску — автомобільний. Статус пункту пропуску — міждержавний.
Характер перевезень — пасажирський, вантажний.
Окрім радіологічного, митного та прикордонного контролю, пункт пропуску «Градинці» може здійснювати фітосанітарний, ветеринарний, екологічний та контроль Служби міжнародних автомобільних перевезень.
Пункт пропуску «Градинці» входить до складу митного посту «Роздільна» Південної митниці. Код пункту контролю — 50009 30 00 (21).